# Iris (PM40)
Pour les articles homonymes, voir Iris.
L'Iris (PM 40) est un patrouilleur hauturier de la Direction des Affaires Maritimes basé au port de La Rochelle.

Il fut construit au chantier naval de l'Estérel à Cannes pour la marine nationale avec l'immatriculation P140. Il a subi une refonte en 1996 au chantier de Constructions mécaniques de Normandie pour devenir un patrouilleur.
Début 2025, son remplaçant est commandé à Socarenam associé à la société d’architecture navale Mauric.

## Mission
Il porte sur sa proue le marquage AEM (Action de l'Etat en Mer) , les trois bandes inclinées tricolores bleu, blanc, rouge.